# Salamine
Pour les articles homonymes, voir Salamine (homonymie).
Salamine  (en grec ancien Σαλαμίς / Salamís, actuellement Η Σαλαμίνα - I Salamína) est une île grecque de l'Attique, fermant la baie d'Éleusis dans le golfe Saronique, dont elle est la plus grande île. Elle compte 28 423 habitants pour 95 km2. Au cours de l'été, la population de Salamine augmente, selon les estimations, à près de 280 000 personnes. Elle forme un dème du district régional des Îles, comme chacune des autres îles du golfe Saronique. Le chef-lieu du dème est la ville éponyme. Elle se situe à environ un mille marin (~ 2 km) au large du Pirée et à environ 16 kilomètres (10 milles) à l'ouest d'Athènes. Sur la côte orientale de l'île se trouve le port principal, Paloukia (Παλούκια), relié par ferry à celui du Pirée.

## Origine du nom de l'île
Selon la mythologie, l'île prend son nom de la nymphe Salamis dont le père est le dieu fleuve Asopos. Elle est la sœur d'Égine et l'épouse du dieu de la mer Poséidon. Le nom de Salamine est attestée dans l'épopée homérique, l'Iliade. Dans les temps anciens et selon le géographe grec Strabon, Salamine est connue sous les noms de Skirás (Σκιράς), de Pityousa (Πιτυούσα) (qui vient de pin), en raison des nombreux pins qui y sont présents, et de Cychrée, qui est le fils de Poséidon et de Salamis et devient le premier roi mythique de Salamine, quand il libère l'île d'un terrible dragon. D'autres traditions relient Cychrée à un serpent sacré, qui aide la flotte grecque lors de la bataille de Salamine, provoquant la confusion des navires perses. L'île est également connue depuis l'Antiquité sous le nom de Koulouri (« enroulée »), qui est le nom du cap éponyme, dorénavant cap Pounda, sur lequel sont construits l'ancienne ville et le port au IVe siècle av. J.-C.
Selon Spyrídon Lámpros, le nom Salamine est d'origine cypriote (Salamine de Chypre, ville fondée par des colons de Teucros fils de Télamon).
Par ailleurs, il existe deux autres théories sur l'origine du nom de l'île : l'une liée au culte du dieu phénicien Ba-al Shalam qui donnerait une origine sémitique signifiant « lieu de paix »: « Salamine, selon Philippe Berger, est le mot propre en phénicien pour désigner un port, c'est le Havre de grâce »; et l'autre, soutenue par la linguistique moderne, considère que Salamis vient de la racine indo-européenne sal (« sel ») et amis (« milieu ») : ainsi Salamine serait le lieu au milieu de l'eau salée ou bien le sel au milieu du lieu évoquant des marais salants.

## Histoire

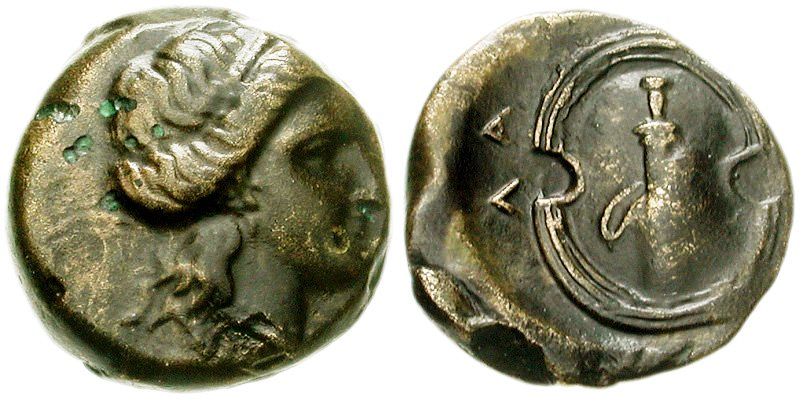
Pièce de Salamine, 339-318 av. J.-C. Avers : visage de femme. Revers : (bouclier d'Ajax) et une épée dans son fourreau.

Salamine est la patrie du roi homérique Ajax fils de Télamon et du poète tragique Euripide. L'île devient internationalement connue par la bataille qui s'y déroule en 480 av. J.-C. entre la flotte grecque menée par Thémistocle et Eurybiade et celle de l'Empire perse affrétée par Xerxès Ier. Les Grecs coalisés emportent la victoire et mettent fin aux plans d'expansion des Perses en Europe.
Durant l'Antiquité, Salamine fut probablement colonisée par Égine et plus tard occupée par Mégare, mais devient une possession athénienne sous le règne de Solon ou celui de Pisistrate, à la suite de la guerre entre Athènes et Mégare vers 600 av. J.-C.. Par la suite, son histoire se confond avec celle de l'Attique. Selon Strabon, l'ancien chef-lieu de l'île était au sud, puis, à l'époque classique, à l'est de l'île, sur la péninsule de Kamatero bordant le détroit de Salamine. Aux temps modernes, il est à l'ouest de l'île.
Le héros de la guerre d'indépendance grecque Geórgios Karaïskákis avait son quartier général sur la plage de Salamine et en 1823, le gouvernement provisoire grec siégeait sur l'île. Depuis 1881, l'île est le siège de la base navale de Salamine.

## Géographie

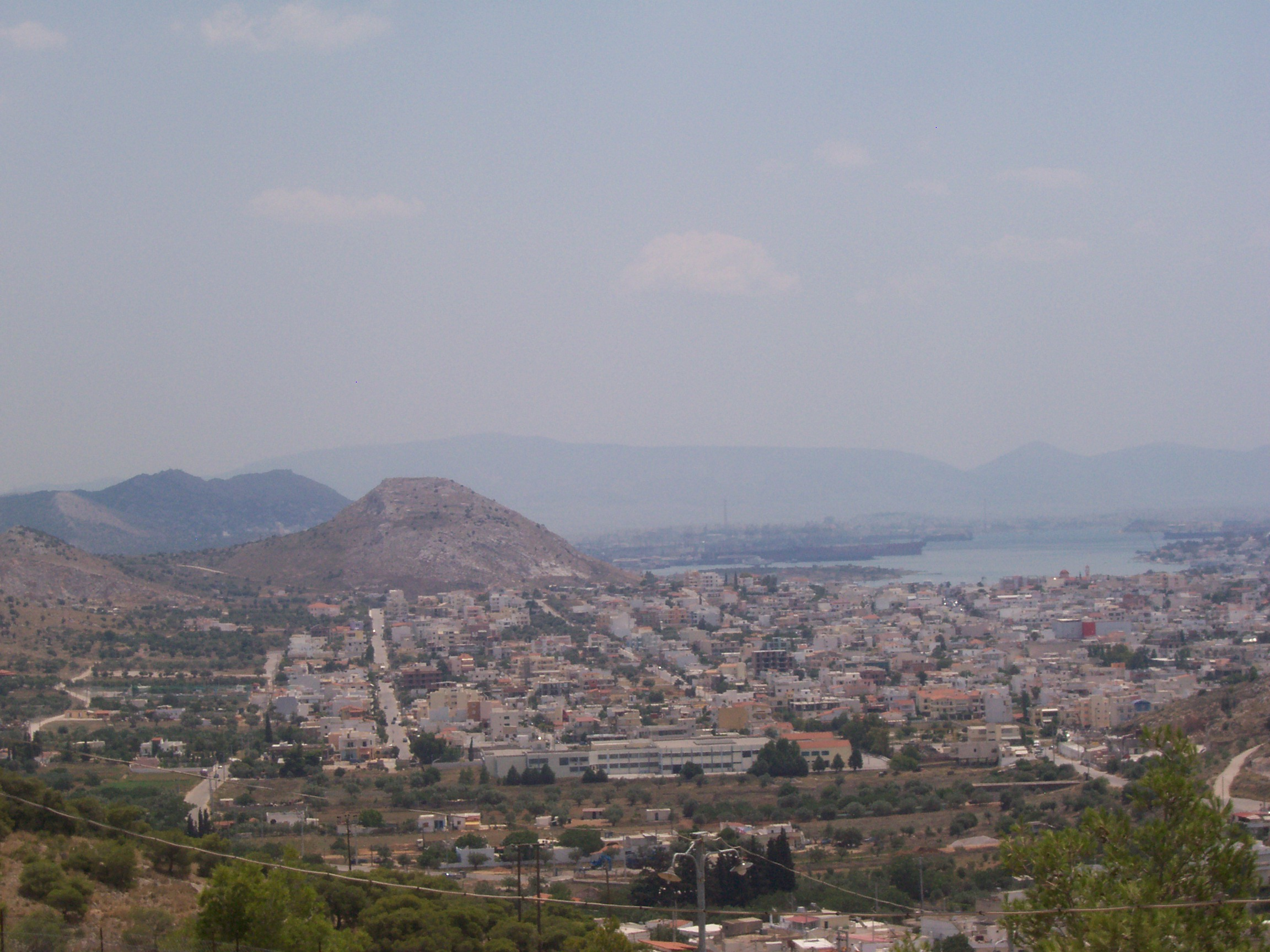
Vue de Salamine

Salamine a une superficie de 93 km2. Son point culminant est Mavrovouni à 404 mètres d'altitude. Une partie importante de l'île de Salamine est rocheuse et montagneuse. Sur la partie sud de l'île, il y a une forêt de pins, ce qui est inhabituel pour l'ouest de l'Attique. Cette forêt subit souvent des incendies. Bien que les habitants de l'intérieur de l'ile soient principalement employés dans le secteur agricole, la majorité des habitants de Salamine travaillent dans les métiers maritimes (pêche, ferries et chantiers navals de l'île) ou bien à Athènes. L'industrie maritime se concentre sur la côte nord-est de l'île au port de Paloukia (Παλούκια), où les ferries à destination de la Grèce continentale sont basés, dans les chantiers navals d'Ampelakia et sur la côté nord de la péninsule Kynosoura (en grec moderne : Κυνοσούρα qui se traduit par queue de chien").
Durant les vacances et les week-ends, Salamine est très populaire pour les visiteurs provenant d'Athènes et du Pirée. Sa population s'élève à 300 000 en haute saison contre 31 000 habitants en temps normal. Cela confirme une forte industrie du secteur des services, avec de nombreux cafés, bars, ouzeries, tavernes et boutiques de biens de consommation sur toute l'île. Au sud de l'île, plus éloignées du port, il existe un certain nombre de régions moins développées avec des lieux de baignade, tels qu'Eándio, Maroudi, Perani, Peristeria, Kolones, Saterli, Selenia et Kanakia.

### Villages de la municipalité de Salamine

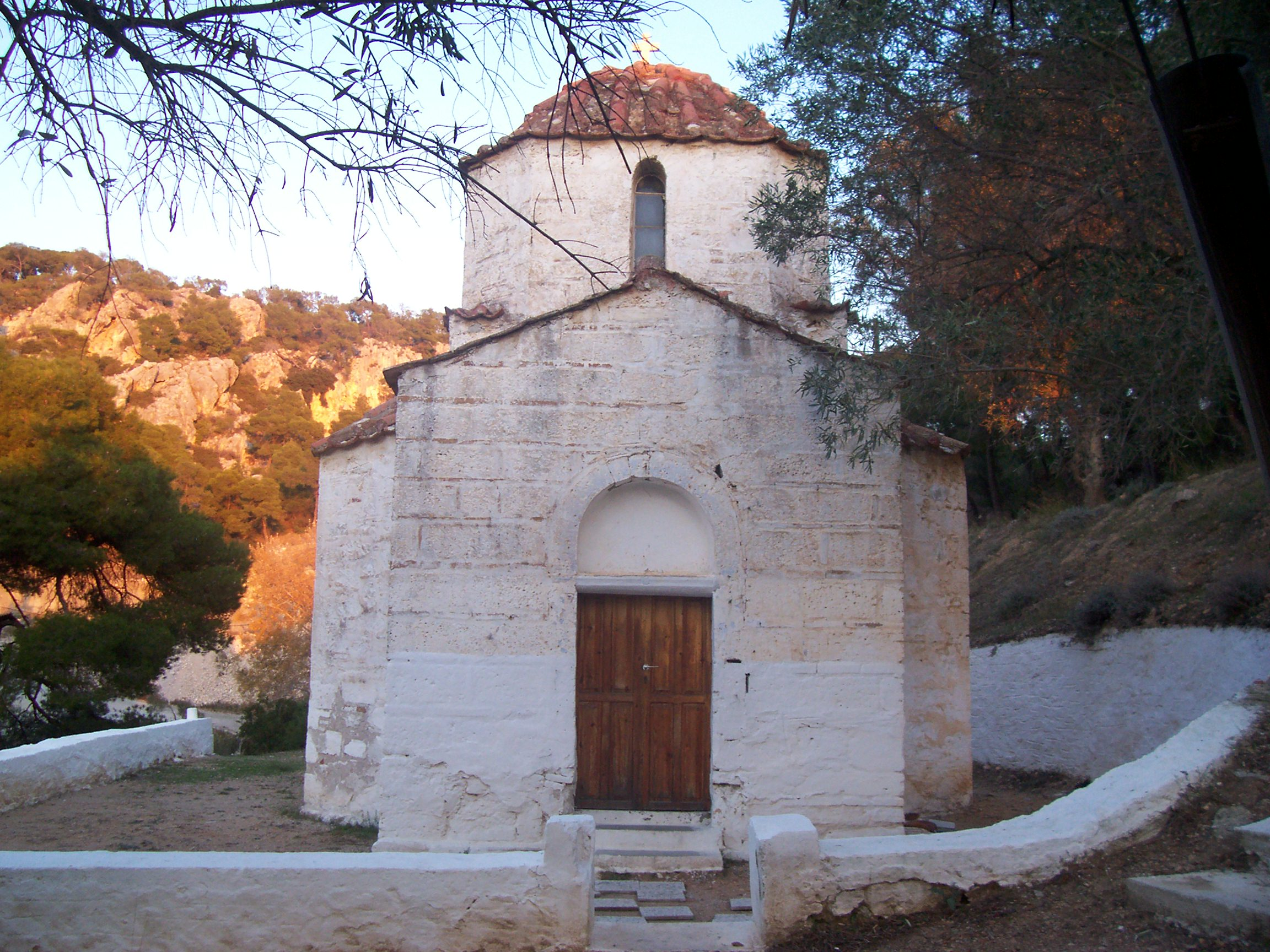
Église Agiou Ioannou de Kalivitis à Salamine.

Salamine fait partie du district régional des Îles de l'Attique. Depuis la réforme du gouvernement local de 2011, l'île est administrée en tant que municipalité unique. Auparavant, l'île était divisée en deux municipalités, devenues des districts municipaux à la suite de la réforme :
- Salamine (ville) ;
- Ampelakia.

Dans le district municipal de Salamine, qui a une superficie de 80,992 km2 et une population de 31 776 habitants, selon le recensement de 2011, la population est principalement regroupée dans la ville de Salamine (également appelé Salamina, Salamine Ville ou Koulouris, 25 888 habitants en 2011), comprenant les districts d'Alonia, Agios Minas, Agios Dimitrios, Agios Nikolaos, Boskos, Nea Salamina, Tsami et Vourkari. Sa deuxième plus grande ville est Eándio (5 888 habitants). Dans le district municipal d'Ampelakia, qui a une superficie de 15,169 km2 et une population de 7 507 habitants, les plus grandes villes sont Ampelakia (4 998 habitants) et Selinia (2 509 habitants).

#### Ágios Geórgios
Ágios Geórgios (en grec moderne : Άγιος Γεώργιος) est un nouveau village, fondé en 1960 sur la petite île Ágios Geórgios (el) reliée à Salamine par un pont. L'île prend son nom de la petite église qui s'y trouve. Elle est également connue sous les noms de l'île des fous ou l'île des damnés. Ágios Geórgios est placée sous la juridiction de la base navale de Salamine.

#### Eándio
Eándio (en grec moderne : Αιάντειο) (population : 4 860 habitants) est un grand village du sud-ouest de l'île de Salamine et est nommé d'après Ajax fils de Télamon, roi de Salamine, selon l'Iliade d'Homère. Le village est également connu sous le nom de Moulki (en grec moderne : Μούλκι) jusqu'en 1915. Dans les environs, se trouvent des églises du XIe siècle et XIIe siècle telles que Saint-Jean-de-Kalivíti (en grec moderne : Άγιου Ιωάννη του Καλυβίτη), Saint-Dimitrios et le monastère de Saint-Nicolas qui remonte au XVIIIe siècle et se situe dans une forêt.

#### Batsí

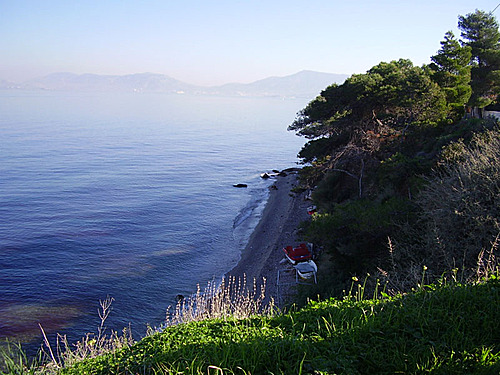
Plage de Batsí

Batsí (en grec moderne : Μπατσί) est un petit village (population : 212 habitants) au nord de Salamine, dans la municipalité de Salamine, dans le golfe d'Éleusis, située au pied d'une montagne couverte de pins.
Dans la montagne, il se trouve une grotte d'intérêt archéologique qui n'a pas encore été étudiée. En hiver, il y a peu de touristes. Le village est plus populaire auprès des vacanciers d'Athènes pendant les mois d'été.

#### Kaki Vigla
Kakí Vígla (en grec moderne : Κακή Βίγλα) est une petite commune (population : 236 habitants) située au sud de l'île, près d'Eándio. Les plages de Kakí Vígla sont relativement propres, les pins et oliviers bordent le littoral.

#### Paloúkia(el)
Paloúkia (en grec moderne : Παλούκια) a une population de 1 695 habitants. Le village est situé dans le nord-est de l'île. De nombreux ferryboats reliant Paloúkia à Perama et au Pirée, ainsi que des bateaux de pêche, de lamanage et de la police du port de Salamine y accostent. La plupart des visiteurs de Salamine arrivent à Paloúkia.
La zone est adjacente à la base navale de Salamine, une base importante de la marine de guerre hellénique.

#### Peristéria
Peristéria (en grec moderne : Περιστέρια, « colombes ») est un petit village, avec une population de 456 habitants, au sud-est de l'île. Il s'y trouve une marina qui accueille des yachts et bateaux de pêche. Les plages de Peristéria sont réputées pour être les plus propres de l'île. Le village se trouve près de la grotte d'Euripides (en). Le phare Akra Kokhi se trouve à proximité de Peristéria.

#### Psilí Άmmos
Psilí Άmmos (en grec moderne : Ψιλή Άμμος : « sable fin », population : 271 habitants) est un village du nord-ouest de l'île. Il s'y trouve l'une des plus vieilles églises de l'île (Agios Gregorios).

#### Revithoúsa
Revithoúsa (el) (en grec moderne : Ρεβυθούσα : « pois chiches »)

#### Stenό
Stenό (en grec moderne : Στενό : « étroit », population : 985 habitants) est une petite commune au nord-ouest de l'île. La zone est séparée du monastère Fanaromeni par une colline couverte d'arbustes et de pins. Elle est adjacente à la baie d'Ágios Geórgios.

#### Vasilika
Vasilika (en grec moderne : Βασιλικά : « royale », population : 4 264 habitants) est un grand village localisé au nord-ouest de l'île. Il s'agit du troisième plus grand village de l'île, par rapport à sa population.

#### Xeno
Xeno (en grec moderne : Ξένο : « étranger »)

### Villages de la municipalité d'Ampelákia
Ampelákia (en grec moderne : Αμπελάκια : « petites vignes » ou « treilles »)

#### Kynosoura
Kynόsoura Salamínas (el) (en grec moderne : Κυνοσούρα : « Queue du chien de Salamine »)

#### Selínia Salamínas
Selίnia Salamínas (el) (en grec moderne : Σελήνια Σαλαμίνας : « Lune de Salamine »)

## Population
Au XIXe siècle, Salamine accueille, principalement à Salamina, Ampelakia et Moulki (Eándio), des populations arvanites qui l'appellent Koullouri (« enroulée ») et en 1924, plus de 100 000 réfugiés d'Asie Mineure s'y ajoutent ; au XXIe siècle, un grand nombre d'Athéniens viennent vivre sur l'île.
| Année | Salamine (ville) | Salamine (municipalité) | Salamine (île) |
| ----- | ---------------- | ----------------------- | -------------- |
| 1981  | 20 807           | 25 215                  | 30 402         |
| 1991  | 22 567           | 27 582                  | 34 342         |
| 2001  | 25 730           | 30 962                  | 38 022         |
| 2011  | 25 888           | 31 776                  | 39 283         |

### Célébrités modernes
- St-Laurent de Salamine, religieux grec
- Ángelos Sikelianós, poète installé sur l'île de 1933 à 1950, en face du monastère de Faneroméni (el).

## Jumelage
Depuis 1998, Salamine est jumelée avec Famagouste à Chypre.

## Galerie

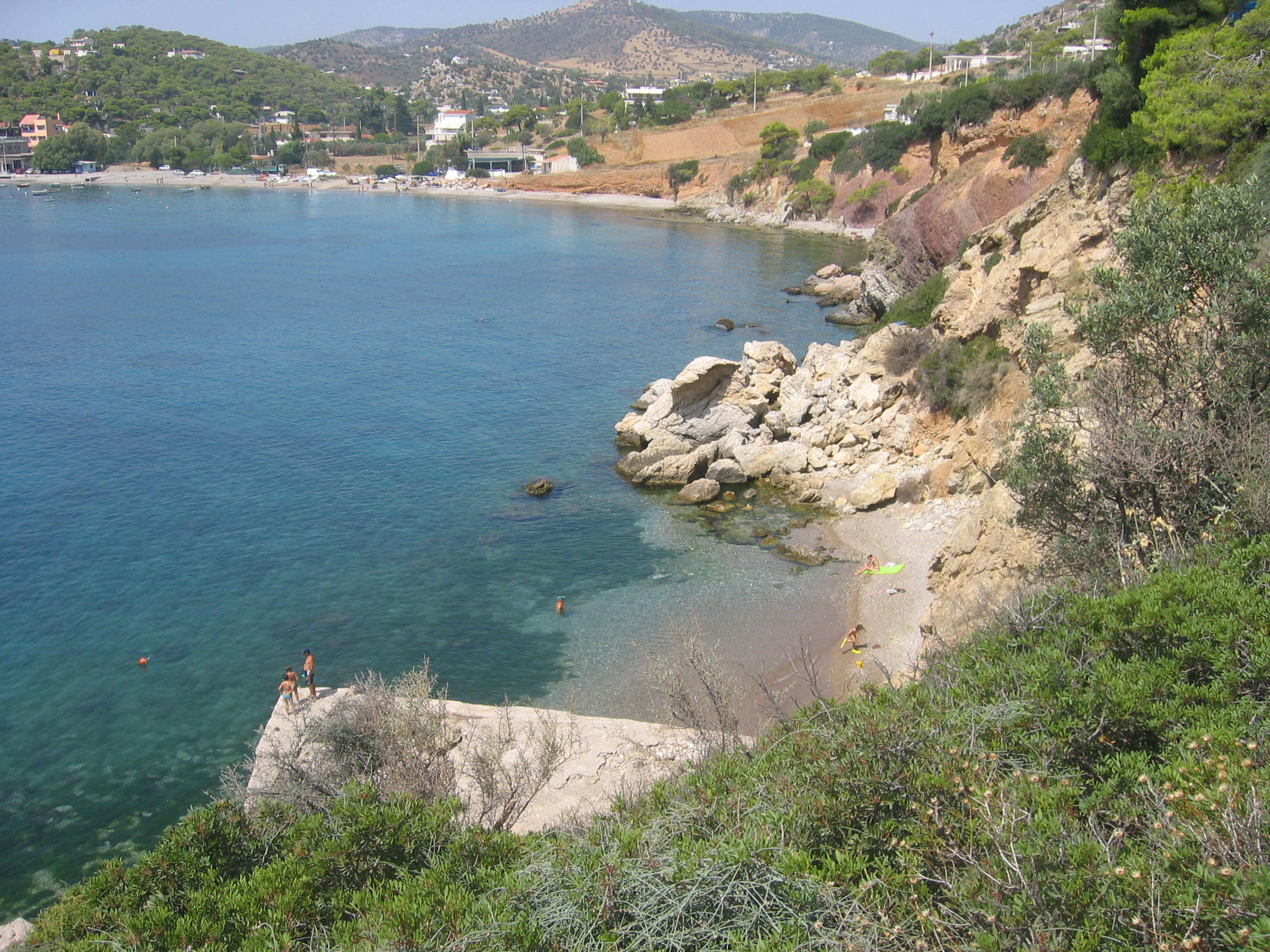
Plage de Kaki Vigla
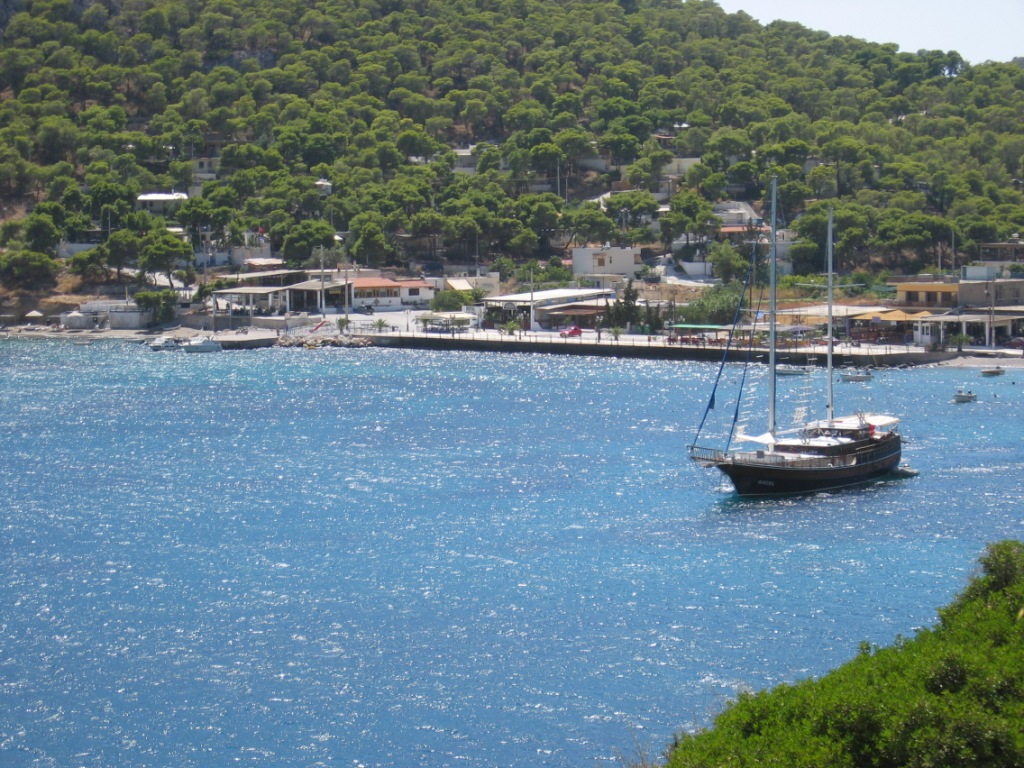
Plage de Kaki Vigla
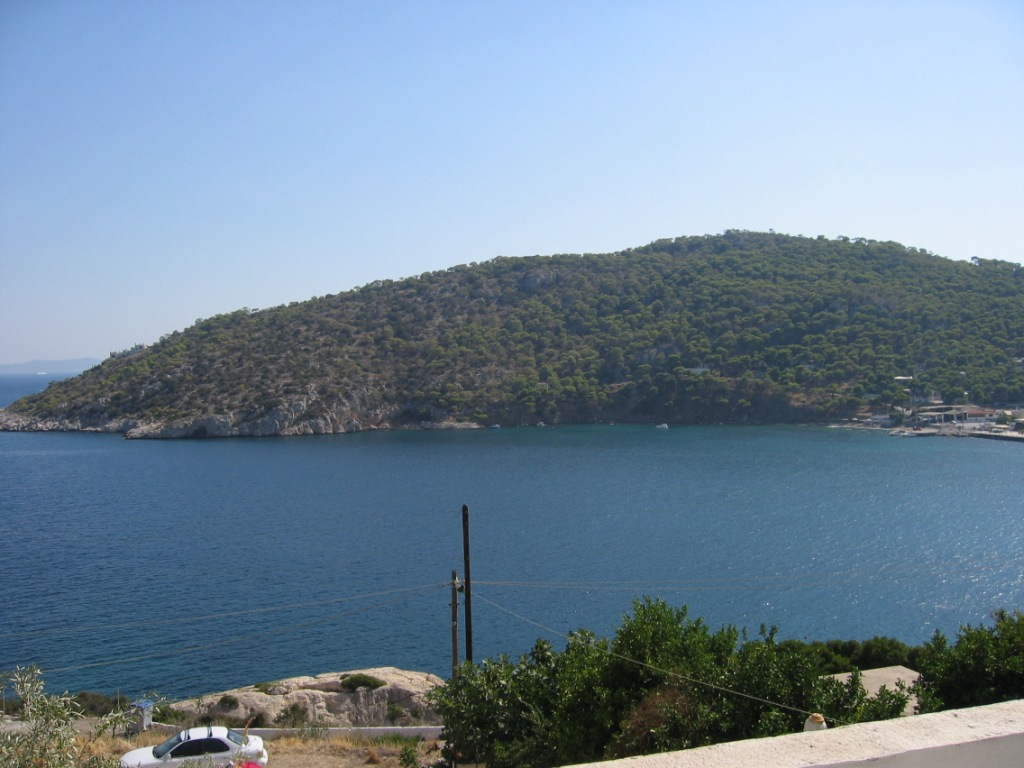
Golfe de Kaki Vigla